# Brzeziny (powiat kaliski)
Brzeziny – wieś w Polsce, w województwie wielkopolskim, w powiecie kaliskim, siedziba gminy Brzeziny; do 1954 siedziba gminy Ostrów Kaliski.
W latach 1975–1998 wieś należała administracyjnie do województwa kaliskiego.
Brzeziny leżą w Kotlinie Grabowskiej, nad Pokrzywnicą, około 23 km na południowy wschód od Kalisza. Przez Brzeziny przebiega droga wojewódzka nr 449. Na północny wschód i południowy zachód od wsi ciągną się rozległe bory sosnowe, w których leży rezerwat przyrody Brzeziny, utworzony w 1958. W dolinie Pokrzywnicy, nad jednym ze stawów, znajduje się gminny ośrodek sportu i rekreacji.
W latach 1937–1939 komendantem Posterunku Policji Państwowej w Brzezinach był Antoni Grubski.